# Austria ai Giochi olimpici
L'Austria ha partecipato a tutte le edizioni dei Giochi olimpici con l'eccezione del 1920, quando fu esclusa a causa della sconfitta nella prima guerra mondiale. 
Fin dalla prima edizione dei Giochi gli atleti di Austria e Ungheria, nazioni all'epoca unite nell'Impero austro-ungarico, si presentarono separatamente (e così fu anche nelle edizioni successive fino allo scoppio della prima guerra mondiale), così come quelli della Boemia nel 1900.
L'Austria ha ospitato due volte i Giochi olimpici invernali, nel 1964 e nel 1976, entrambe le volte a Innsbruck.
Gli atleti austriaci hanno vinto 99 medaglie nei Giochi estivi e 250 nei Giochi invernali, la maggior parte delle quali nello sci alpino.
Il Comitato Olimpico Austriaco venne creato nel 1908 e riconosciuto nel 1912.

## Medaglieri

### Medaglie ai Giochi olimpici estivi
| Giochi                 | Oro              | Argento          | Bronzo           | Totale           |
| ---------------------- | ---------------- | ---------------- | ---------------- | ---------------- |
| Atene 1896             | 2                | 1                | 2                | 5                |
| Parigi 1900            | 0                | 3                | 3                | 6                |
| Saint Louis 1904       | 0                | 0                | 1                | 1                |
| Londra 1908            | 0                | 0                | 1                | 1                |
| Stoccolma 1912         | 0                | 2                | 2                | 4                |
| Anversa 1920           | non partecipante | non partecipante | non partecipante | non partecipante |
| Parigi 1924            | 0                | 3                | 1                | 4                |
| Amsterdam 1928         | 2                | 0                | 1                | 3                |
| Los Angeles 1932       | 1                | 1                | 3                | 5                |
| Berlino 1936           | 4                | 6                | 3                | 13               |
| Londra 1948            | 1                | 0                | 3                | 4                |
| Helsinki 1952          | 0                | 1                | 1                | 2                |
| Melbourne 1956         | 0                | 0                | 2                | 2                |
| Roma 1960              | 1                | 1                | 0                | 2                |
| Tokyo 1964             | 0                | 0                | 0                | 0                |
| Città del Messico 1968 | 0                | 2                | 2                | 4                |
| Monaco di Baviera 1972 | 0                | 1                | 2                | 3                |
| Montréal 1976          | 0                | 0                | 1                | 1                |
| Mosca 1980             | 1                | 2                | 1                | 4                |
| Los Angeles 1984       | 1                | 1                | 1                | 3                |
| Seul 1988              | 1                | 0                | 0                | 1                |
| Barcellona 1992        | 0                | 2                | 0                | 2                |
| Atlanta 1996           | 0                | 1                | 2                | 3                |
| Sydney 2000            | 2                | 1                | 0                | 3                |
| Atene 2004             | 2                | 4                | 1                | 7                |
| Pechino 2008           | 0                | 1                | 2                | 3                |
| Londra 2012            | 0                | 0                | 0                | 0                |
| Rio de Janeiro 2016    | 0                | 0                | 1                | 1                |
| Tokyo 2020             | 1                | 1                | 5                | 7                |
| Parigi 2024            | 2                | 0                | 3                | 5                |
| Totale                 | 22               | 35               | 44               | 101              |

### Medaglie ai Giochi olimpici invernali
| Giochi                             | Oro | Argento | Bronzo | Totale |
| ---------------------------------- | --- | ------- | ------ | ------ |
| 1924 Chamonix                      | 2   | 1       | 0      | 3      |
| 1928 St. Moritz                    | 0   | 3       | 1      | 4      |
| 1932 Lake Placid                   | 1   | 1       | 0      | 2      |
| 1936 Garmisch-Partenkirchen        | 1   | 1       | 2      | 4      |
| 1948 St. Moritz                    | 1   | 3       | 4      | 8      |
| 1952 Oslo                          | 2   | 4       | 2      | 8      |
| 1956 Cortina d'Ampezzo             | 4   | 3       | 4      | 11     |
| 1960 Squaw Valley                  | 1   | 2       | 3      | 6      |
| 1964 Innsbruck (nazione ospitante) | 4   | 5       | 3      | 12     |
| 1968 Grenoble                      | 3   | 4       | 4      | 11     |
| 1972 Sapporo                       | 1   | 2       | 2      | 5      |
| 1976 Innsbruck (nazione ospitante) | 2   | 2       | 2      | 6      |
| 1980 Lake Placid                   | 3   | 2       | 2      | 7      |
| 1984 Sarajevo                      | 0   | 0       | 1      | 1      |
| 1988 Calgary                       | 3   | 5       | 2      | 10     |
| 1992 Albertville                   | 6   | 7       | 8      | 21     |
| 1994 Lillehammer                   | 2   | 3       | 4      | 9      |
| 1998 Nagano                        | 3   | 5       | 9      | 17     |
| 2002 Salt Lake City                | 3   | 4       | 10     | 17     |
| 2006 Torino                        | 9   | 7       | 7      | 23     |
| 2010 Vancouver                     | 4   | 6       | 6      | 16     |
| 2014 Soči                          | 4   | 8       | 5      | 17     |
| 2018 Pyeongchang                   | 5   | 3       | 6      | 14     |
| 2022 Pechino                       | 7   | 7       | 4      | 18     |
| Totale                             | 71  | 88      | 91     | 250    |

### Medaglie per disciplina

#### Olimpiadi estive
| Sport                | Oro | Argento | Bronzo | Totale |
| -------------------- | --- | ------- | ------ | ------ |
| Vela                 | 5   | 4       | 1      | 10     |
| Canoa/kayak          | 3   | 5       | 6      | 14     |
| Sollevamento pesi    | 3   | 4       | 2      | 9      |
| Judo                 | 2   | 3       | 3      | 8      |
| Ciclismo             | 2   | 0       | 2      | 4      |
| Nuoto                | 1   | 6       | 5      | 12     |
| Tiro                 | 1   | 2       | 5      | 8      |
| Atletica leggera     | 1   | 2       | 5      | 8      |
| Scherma              | 1   | 1       | 5      | 7      |
| Equitazione          | 1   | 1       | 1      | 3      |
| Triathlon            | 1   | 0       | 0      | 1      |
| Canottaggio          | 0   | 3       | 3      | 6      |
| Calcio               | 0   | 1       | 0      | 1      |
| Pallamano            | 0   | 1       | 0      | 1      |
| Tennis               | 0   | 1       | 0      | 1      |
| Arrampicata sportiva | 0   | 0       | 3      | 3      |
| Lotta                | 0   | 0       | 2      | 2      |
| Karate               | 0   | 0       | 1      | 1      |
| Totale               | 21  | 34      | 44     | 99     |

#### Olimpiadi invernali
| Sport                   | Oro | Argento | Bronzo | Totale |
| ----------------------- | --- | ------- | ------ | ------ |
| Sci alpino              | 40  | 44      | 44     | 128    |
| Pattinaggio di figura   | 7   | 9       | 4      | 20     |
| Salto con gli sci       | 7   | 10      | 10     | 27     |
| Slittino                | 6   | 10      | 9      | 25     |
| Combinata nordica       | 3   | 2       | 11     | 16     |
| Snowboard               | 5   | 2       | 4      | 11     |
| Pattinaggio di velocità | 1   | 2       | 3      | 6      |
| Sci di fondo            | 1   | 2       | 3      | 6      |
| Bob                     | 1   | 2       | 0      | 3      |
| Biathlon                | 0   | 3       | 3      | 6      |
| Freestyle               | 0   | 1       | 0      | 1      |
| Skeleton                | 0   | 1       | 0      | 1      |
| Totale                  | 71  | 88      | 91     | 250    |